# Filipijnse krokodil
De Filipijnse krokodil (Crocodylus mindorensis) is een krokodilachtige uit de familie echte krokodillen (Crocodylidae) en de onderfamilie Crocodylinae.
De Filipijnse krokodil is een wat kleinere soort die niet groter wordt dan drie meter. De krokodil komt voor in delen van de Filipijnen en heeft een relatief klein verspreidingsgebied.
De krokodil leeft voornamelijk van vissen en andere dieren die in en rond het water leven. Met name de jongere dieren hebben veel vijanden, de volwassen krokodillen hebben voornamelijk indirect de mens als vijand, die de leefomgeving verkleint. Vroeger was het areaal veel groter maar de meeste geschikte leefgebieden worden door de mens gebruikt omgevormd tot landbouwgrond en zijn hierdoor niet langer geschikt als habitat. De Filipijnse krokodil wordt beschouwd als sterk bedreigde diersoort. In het wild leven waarschijnlijk minder dan 200 exemplaren.

## Naam en indeling
De wetenschappelijke naam van de soort werd voor het eerst voorgesteld door Karl Patterson Schmidt in 1935. Later werd de wetenschappelijke naam Crocodylus novaeguineae mindorensis gebruikt. De soortaanduiding mindorensis betekent vrij vertaald 'levend op Mindoro'. De Filipijnse krokodil is in het verleden ook wel beschreven als een ondersoort van de Nieuw-Guinese krokodil (Crocodylus novaeguineae).
De wetenschappelijke geslachtsnaam Crocodylus betekent 'kiezelige worm'. De soortnaam mindoro - ensis betekent 'bewoner van Mindoro' en verwijst naar een deel van het verspreidingsgebied: Mindoro is een eiland van de Filipijnen. De Filipijnse krokodil is sterk verwant aan drie andere soorten; de zeekrokodil (Crocodylus porosus), de Nieuw-Guinese krokodil (Crocodylus novaeguineae) en de Siamese krokodil (Crocodylus siamensis). Met name de juvenielen van deze soorten waarvan de herkomst niet bekend is zijn lastig uit elkaar te houden.

## Uiterlijke kenmerken

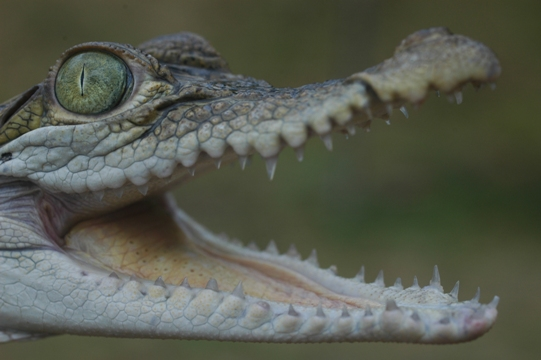
Een juveniel exemplaar.

De Filipijnse krokodil lijkt uiterlijk sterk op de Siamese krokodil (Crocodylus siamensis) en is een relatief kleine soort met een vrij brede bek. De volwassen mannetjes worden meestal nog geen drie meter lang, uitgezonderd de grootste exemplaren. De vrouwtjes blijven altijd kleiner dan mannetjes. De kleur is bruin tot bruingrijs, jongere dieren zijn lichter en hebben een afstekende lichtere bandering, met de jaren vervagen de tekeningen en worden de kleuren donkerder. De Filipijnse krokodil heeft een sterkere bepantsering in vergelijk met andere krokodillen in zijn verspreidingsgebied, de schubben in de nek en op de rug zijn dikker.
De Filipijnse krokodil is net als andere krokodilachtigen onder andere te onderscheiden aan de vorm, de positie en het aantal beenplaten in de nek en de platen direct achter de kop. De beenplaten in de nek worden de nuchale platen genoemd en de platen achter de kop de postoccipitale platen. Nuchaal betekent 'nek' en post-occipitaal betent 'achter het achterhoofd'. De Filipijnse krokodil heeft normaal gesproken vier post-occipitale platen en vier grotere nuchale platen. Er is echter veel variatie en de postoccipitale platen ontbreken soms en de nuchale platen zijn soms samengegroeid.
De kop van de Filipijnse krokodil lijkt sterk op die van verwante soorten zoals de Nieuw-Guinese krokodil en de Siamese krokodil. Hij heeft een brede bek en altijd 66 of 68 tanden: 15 rijen kiezen in de onderkaak en 5 rijen voortanden en 13 of 14 rijen tanden in de bovenkaak.

## Verspreiding en habitat

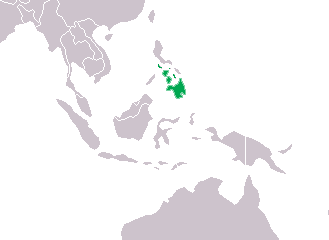
Verspreidingsgebied in het groen.

De Filipijnse krokodil is endemisch in de Filipijnen en had in vergelijking met andere krokodilachtigen al een zeer klein verspreidingsgebied. De soort was bekend van de eilanden Busuanga, Luzon, Masbate, Mindanao, Mindoro, Negros, Samar en verder op het eiland Jolo van de Sulu-eilanden. De krokodil komt tegenwoordig, voor zover bekend, alleen nog voor op Dalupiri, noordelijk Luzon en Mindanao.
De populaties die in het zuiden van het verspreidingsgebied voorkomen rond de Visayanzee werden pas in de jaren tachtig ontdekt. Het verspreidingsgebied is in het verleden waarschijnlijk veel groter geweest, maar de habitat van een deel van deze oorspronkelijke verspreiding is al lang geleden vernietigd door landbouwactiviteiten.
De habitat bestaat uit verschillende wateren zoals moerassen, veengebieden, vennen, meren en rivieren. De krokodil komt alleen in zoete wateren voor en mijdt brak water. De soort is aangetroffen van zeeniveau tot op een hoogte van ongeveer 850 meter boven zeeniveau. 

## Levenswijze
Het voedsel bestaat uit ongewervelden die in het water leven en kleine gewervelden, grotere exemplaren eten ook grotere prooien. Aangenomen wordt dat de Filipijnse krokodil vooral leeft van schildpadden, slangen, kikkers, insecten en kleine zoogdieren.
Over de voortplanting van de Filipijnse krokodil is veel minder bekend in vergelijking met andere krokodillen.
Het nest dat het vrouwtje graaft voor de afzet van eitjes blijft vrij klein, het bestaat uit een heuvelnest van plantendelen. Het is ongeveer anderhalve meter breed en een halve meter hoog. In het nest worden de eieren afgezet, de grootte van het legsel varieert van 7 tot 20 eieren. De vrouwtjes kennen een vorm van broedzorg; als de jongen na ongeveer drie maanden uitkomen worden ze een tijdje beschermd door de moeder.

## Bescherming
De Filipijnse krokodil is samen met de Chinese alligator het sterkst bedreigde pantserreptiel ter wereld. Sinds de invoering van een beschermingsstatus in 1982 heeft de soort steeds 'bedreigd' als label gedragen, maar sinds 1994 is deze veranderd in 'ernstig bedreigd' (crittically endangered of CE). Het aantal exemplaren dat in het wild voorkomt wordt geschat op minder dan 200. De soort werd zelfs een tijd als volledig uitgestorven beschouwd tot er in 1999 een populatie werd ontdekt.
De sterke achteruitgang in verspreidingsgebied en aantallen heeft enige  oorzaken. Vroeger werd veel op de Filipijnse krokodil gejaagd voor commerciële doeleinden. Onder andere de huid en het vlees worden gebruikt. Tegenwoordig is de krokodil zo zeldzaam dat men voor de huid meer algemene soorten bejaagt. Met name de vernietiging van het leefgebied van de Filipijnse krokodil heeft de soort op de rand van uitsterving gebracht. Veel van de oorspronkelijke leefgebieden zijn veranderd in landbouwgebieden. Ook is er de slechte reputatie van zijn grote broer de zeekrokodil, waardoor de Filipijnse krokodil vaak gedood wordt, wanneer men er een tegenkomt. De Filipijnse krokodil is officieel een bedreigde diersoort, maar er bestaat in de Filipijnen maar een enkel gebied waar ze beschermd worden. Daarnaast bestaat er een programma om de soort in gevangenschap te fokken.